# Sylvestre François Lacroix
Sylvestre François Lacroix (francès: Sylvestre-François Lacroix)  (París, 28 d'abril de 1765 - París, 24 de maig de 1843) fou un matemàtic francès conegut pels seus llibres de text.

## Vida
Malgrat que era de família pobre, sembla que va estudiar al Collège des Quatre Nations (conegut popularment com a Collège Mazarin). El 1780 assisteix a unes classes gratuïtes de Gaspard Monge, que s'adona del seu potencial i serà el seu valedor. Gràcies a ell obté un lloc de professor de matemàtiques a l'Escola de Guardiamarines de Rochefort.
El 1786, retornat a París, és professor per breu temps al Lycée on coneix Condorcet qui el proposa com a professor de l'Escola Militar de París, càrrec que ocupa fins a la seva clausura el 1788. En trobar-se sense feina, se'n va a Besançon per exercir de professor a la Reial Escola d'Artilleria.
La caiguda en desgràcia de Laplace el 1793, li permet substituir-lo com examinador dels aspirants i alumnes de l'Escola d'Artilleria i, per tant, tornar a París. Gran admirador de Condorcet, no triga a involucrar-se en els projectes d'ensenyament públic i, el 1794, és nomenat cap de l'oficina d'organització de les escoles públiques.
El 1799, la seva carrera experimenta un progrés notable: no solament és nomenat professor de l'École Polytechnique, sinó que també és admès com a membre de l'Acadèmia Francesa de les Ciències. El 1806 és nomenat catedràtic de càlcul integral i diferencial de la universitat de la Sorbona, on arribarà s ser degà de la facultat de ciències. El 1815 és nomenat professor del Collège de France. Però a partir de 1816, amb la Restauració, començarà a perdre influència; el 1821 deixa el lloc de degà i, uns anys més tard, la càtedra. Només conservarà fins a la seva mort el càrrec del Collège de France.
En morir el 1843 va ser enterrat al cementiri de Montparnasse, però el 1933 la seva tomba va sofrir un expedient d'abandonament i, finalment, les seves restes van ser traslladades el 1962 a l'ossari del cementiri del Père-Lachaise.

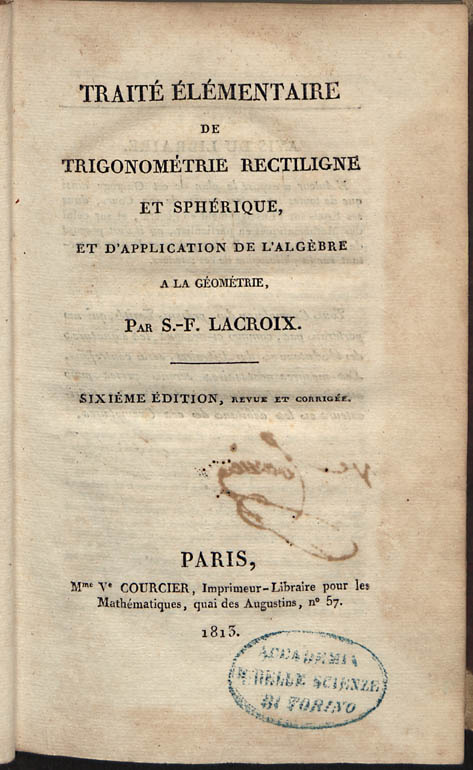
Traité élémentaire de trigonométrie rectiligne et sphérique, et d'application de l'algèbre à la géométrie, 1813

## Obra
Lacroix no va ser solament un professor compromès amb la seva feina; a més, va ser el prototip de l'autor modern de grans llibres de text: a partir de 1795 va començar una tasca de compilació de tots els coneixements matemàtics per poder-los presentar ordenadament als alumnes.
Entre les seves obres originals cal ressenyar:
- Essay de géométrie sur les plans et les surfaces (Paris, 1795)
- Traité élémentaire d'arithmétique (Paris, 1797)
- Traité élémentaire de trigonométrie rectiligne et sphérique et d'application de l'algébre à la géométrie (Paris, 1798)
- Élémens de géométrie (Paris, 1799)
- Complément des élémens d'algèbre (Paris, 1800)
- Traité du calcul différentiel et du calcu intégral, 2 vols. (Paris, 1797–1798)
- Traité des différences et des séries (Paris, 1800)
- Traité élémentaire du calcul différentiel et du calcul intégral (Paris, 1802)
- Essair sur l'enseignement en général, et sur celui des mathématiques en particulier, ou manière d'étudier et d'enseigner les matheématiques (Paris, 1805)
- Introduction à la géographie mathématique et physique (Paris, 1811)
- Traité élémentaire du calcul des probabilités (Paris, 1816)
- Introduction à la connaissance de la sphère (Paris, 1828).

També va reeditar, revisar i/o contribuir obres d'altres autors com Clairaut, Laplace, Montucla, ...